# José Benavidez Jr.
José Luis Benavidez Jr. (Los Angeles, 15 maggio 1992) è un pugile statunitense, attualmente combattente nei pesi welter.
È il figlio dell'allenatore di boxe José Benavidez Sr. di Arcelia.

## Biografia
Benavidez nasce nel 1992 a Panorama City, Los Angeles, California. Anche suo fratello minore David Benavidez è un pugile professionista. Nell'agosto 2016 gli hanno sparato a Phoenix mentre portava a spasso il suo gatto.

## Carriera amatoriale
Benavidez Jr. è stato un undici volte campione nazionale, che includono due volte i Silver Gloves, qualificandosi per le Olimpiadi Junior e guadagnandosi un posto nella squadra nazionale degli Stati Uniti, in rotta verso un vistoso record amatoriale di 120-5. Benavidez è anche il campione nazionale di guanti d'oro 2009 nella divisione dei pesi welter leggeri, rendendolo il più giovane campione di guanti d'oro in assoluto a soli sedici anni. Ha poi raggiunto la lotta per il titolo dell'USA Boxing National Championship a Denver battendo il campione nazionale dei guanti d'oro 2010 Gary Allen Russell. Ha perso la finale ai punti 11-9 contro Frankie Gómez..